# Smack the Pony
Smack the Pony é uma série de comédia de sketch britânica transmitida pelo Channel 4 de 1999 a 2003. Os principais actores e escritores da série são Fiona Allen, Doon Mackichan e Sally Phillips. Inclui ainda a participação regular de Sarah Alexander e Darren Boyd. No Brasil foi ao ar pelo canal Eurochannel.